# Paco de Lucía
Francisco Gustavo Sánchez Gómez (Algeciras; 21 de diciembre de 1947-Playa del Carmen; 25 de febrero de 2014), más conocido como Paco de Lucía, fue un músico y compositor español considerado el mejor guitarrista de flamenco de toda la historia y uno de los más virtuosos del instrumento a nivel mundial.
Paco, junto a sus hermanos Ramón de Algeciras y Pepe de Lucía, recibió educación musical de la mano de su padre, Antonio Sánchez Pecino, también guitarrista. En un ambiente familiar muy cercano al mundo flamenco, pronto tomó contacto con algunas de las principales figuras del flamenco, entre las que algunas de sus principales influencias fueron el Niño Ricardo y Sabicas. Tras darse a conocer al público español del flamenco en el Concurso Internacional de Arte Flamenco de Jerez de la Frontera de 1962, grabó sus primeros discos junto a su hermano Pepe formando parte del conjunto Los Chiquitos de Algeciras. En los años siguientes colaboró al toque con los cantaores Fosforito y El Lebrijano y desde 1969 con Camarón de la Isla.
A partir de la publicación de Fuente y caudal en 1973, llegó al público mayoritario. Con el paso de los años su música fue progresivamente abriéndose a nuevos estilos, al tiempo que comenzaba a interpretarse en ámbitos más alejados de los tradicionales tablaos españoles. Actuó con éxito en Europa, Norteamérica y Japón, ocupando estas giras la mayor parte de su tiempo.
Considerado una de las principales figuras del flamenco actual, se le atribuye la responsabilidad de la reforma que llevó este arte a la escena musical internacional gracias a la inclusión de nuevos ritmos desde el jazz, la bossa nova y la música clásica. De este modo destacan sus colaboraciones con artistas internacionales como Carlos Santana, Al Di Meola o John McLaughlin, pero también con otras figuras del flamenco como Camarón de la Isla o Tomatito, con quienes modernizó el concepto de flamenco clásico. A lo largo de su carrera grabó un total de treinta y ocho discos, incluyendo cinco antologías y cinco discos en directo, además de numerosas colaboraciones al toque de cantaores e intérpretes de numerosos estilos musicales.
Recibió, entre otros muchos galardones, dos premios Grammy latino por sus álbumes Cositas buenas (2004) y En vivo-Conciertos España (2010), el Premio Nacional de Guitarra de Arte Flamenco, la Medalla de Oro al Mérito en las Bellas Artes (1992), Hijo predilecto de la provincia de Cádiz (1997), Hijo predilecto de Algeciras (1998), la Medalla de Plata de Andalucía, la Distinción Honorífica de los premios de la Música (2002), el Premio Príncipe de Asturias de las Artes (2004), Doctor Honoris Causa por la Universidad de Cádiz (2009) y por el Berklee College of Music (2010).

## Carrera musical

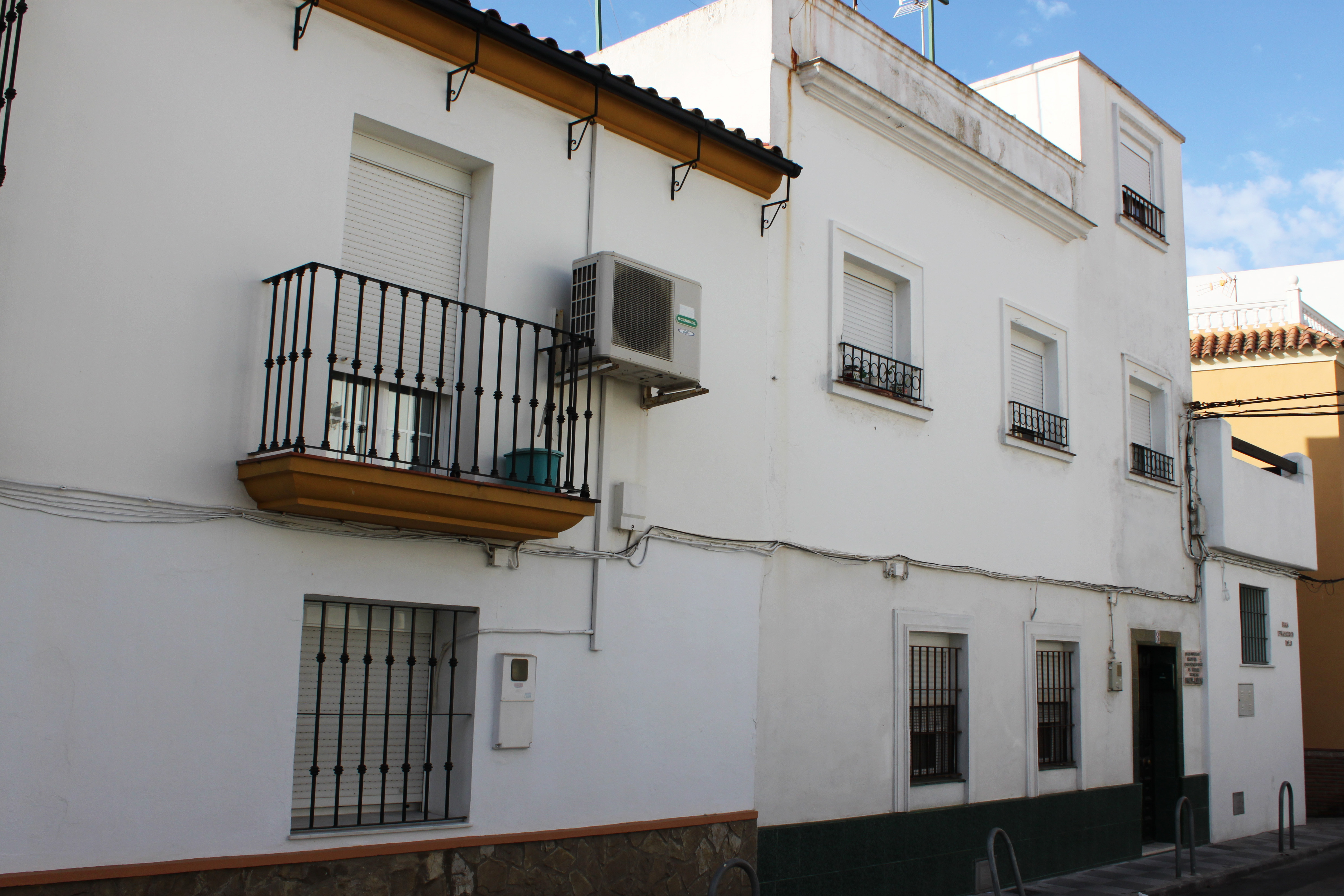
Casa natal de Paco de Lucía, número 8 de la calle San Francisco de Algeciras

Francisco Sánchez Gómez nació en el número 8 de la calle San Francisco de Algeciras, en el popular barrio de La Fuentenueva. Fue el menor de cinco hermanos, hijo de Lucía Gómez Gonçalves «la Portuguesa» y Antonio Sánchez Pecino, guitarrista aficionado que había aprendido de la mano de Manuel Fernández «Titi de Marchena» (primo hermano de Melchor de Marchena) y que trabajaba en tablaos y fiestas de la localidad con el nombre de «Antonio de Algeciras», al tiempo que se dedicaba a la venta de fruta en la plaza de abastos de la localidad y a la venta ambulante de telas.

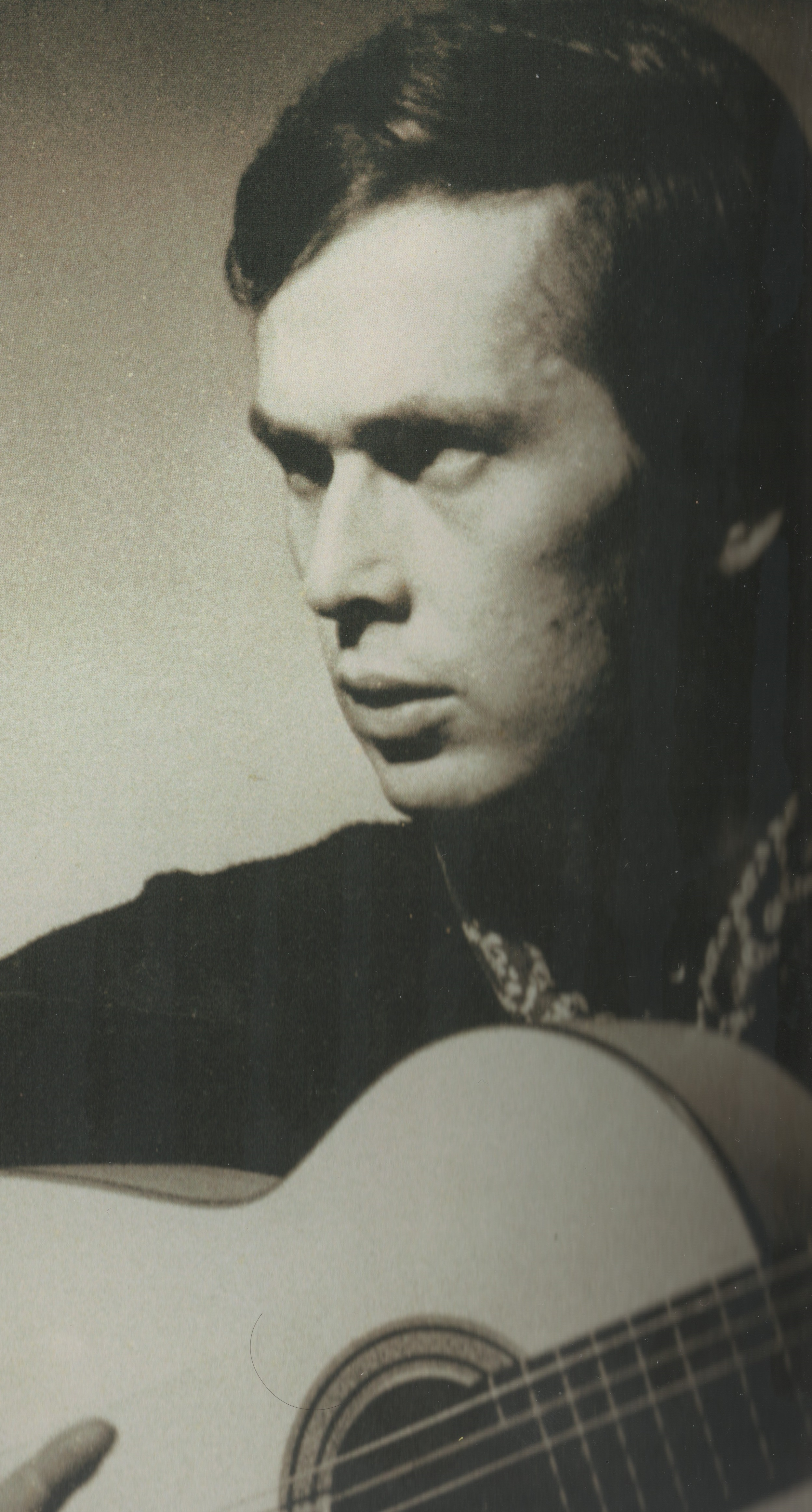
Paco de Lucía en 1972

Gracias a sus amistades en el mundo del flamenco de la localidad, Antonio Sánchez pudo poner a sus hijos en contacto con algunos de los mejores artistas de su tiempo, como Antonio «El Chaqueta», «Chato» Méndez, Rafael el Tuerto, «el Brillantina de Cádiz» y Antonio Jarrita. De este modo pudo enseñar a todos sus hijos una profesión a la que preveía futuro, y pronto fueron tres de ellos los que destacaron en las artes flamencas, Ramón, Pepe y Francisco. Sus otros dos hijos, Carmen y Antonio, también estudiaron cante y guitarra, aunque no acabaron dedicándose a ello. Así, al cumplir Francisco cinco años, su familia se trasladó a la calle Barcelona del barrio de la Bajadilla, y a partir de los seis años comenzó a recibir clases de guitarra de la mano de su padre y de su hermano Ramón. Por deseo de aquel, se dedicó a aprender los fundamentos de la guitarra flamenca, manteniéndose alejado de virtuosismos y centrándose en los estándares del toque y en el acompañamiento del cante, tanto de su hermano Pepe como de su hermana María.
A partir de los once años comenzó a dedicar más tiempo al aprendizaje de la guitarra tras haber tenido que abandonar los estudios. En su preparación musical fue decisivo el contacto que su familia tenía con el más afamado guitarrista de su tiempo, Niño Ricardo, que solía visitarlos a menudo y, a partir de 1960, el descubrimiento de Agustín Castellón «Sabicas», después de que sus discos comenzaran a llegar al país. Conocido ya en el ámbito local, actuó por primera vez en el cine Terraza de Algeciras, a finales de 1959, junto a su hermano Pepe, con quien formó poco después un conjunto flamenco llamado Paco y Pepe de Algeciras y poco después Los Chiquitos de Algeciras.
Tras grabar tres elepés con Hispavox en 1961, ambos hermanos se presentaron en 1962 al Concurso Internacional de Arte Flamenco de Jerez de la Frontera, donde Pepe ganó cantando por malagueñas, y a Paco, que era demasiado joven para participar, se le concedió el premio Javier Molina, creado ex profeso para él. Los premios ganados, 35 000 pesetas por parte de Pepe y 4 000 de Paco, junto al dinero que enviaba el hermano mayor Ramón mientras trabajaba en el conjunto de Juanito Valderrama, permitieron que la familia mudara su residencia a la calle Ilustración, de Madrid.

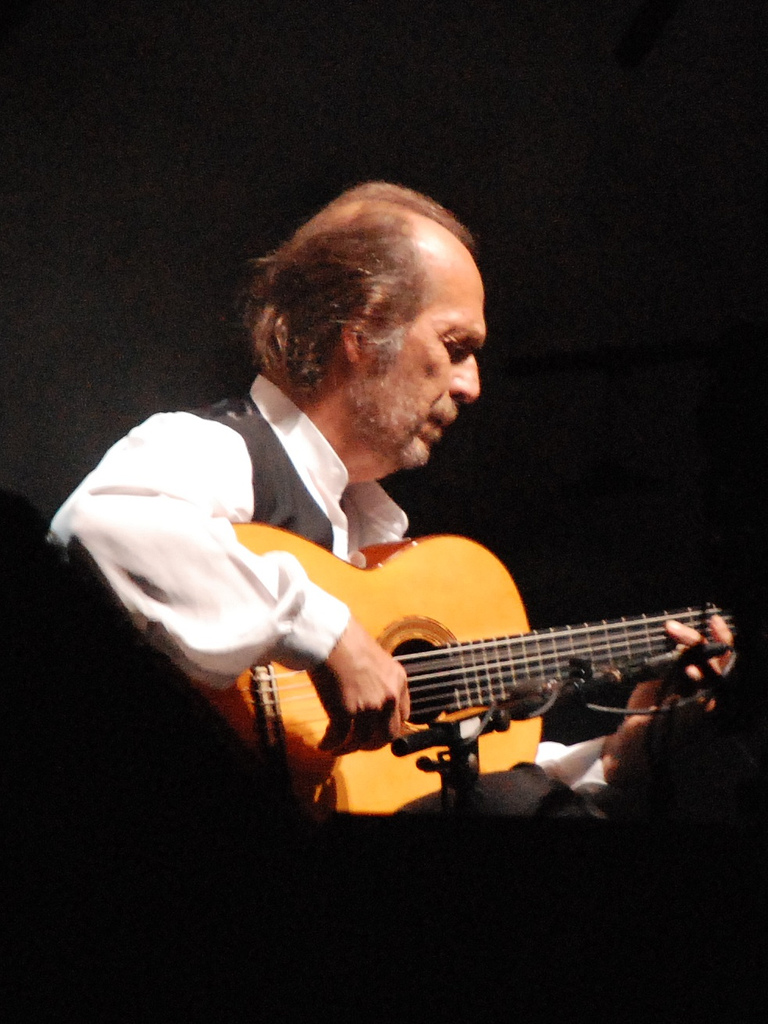
Paco de Lucía en 2007

Pronto los dos hermanos Pepe y Paco comenzaron a trabajar en tablaos de la capital de España, de tal modo que en 1963 fueron contratados por José Greco, director de una compañía de ballet clásico español, para realizar una gira de nueve meses por Sudamérica. A la vuelta participaron en la grabación de varios discos acompañando en el toque a Fosforito y El Lebrijano, y grabaron un disco como «Los Chiquitos de Algeciras», donde versionaban temas populares iberoamericanos. En 1967 Paco, tras haber viajado por varios países europeos con el Festival Flamenco Gitano, grabó su primer disco en solitario, La fabulosa guitarra de Paco de Lucía, entablando sus primeros contactos con el mundo de la música de jazz gracias a Pedro Iturralde, con quien grabó también dos discos llamados Flamenco Jazz, y conociendo a Camarón de la Isla. La amistad con el cantaor isleño se tradujo en la participación del guitarrista, también de su hermano Pepe, en sus siete primeros discos como acompañamiento y en la aparición de ambos en el filme Sevillanas de Carlos Saura de 1992.

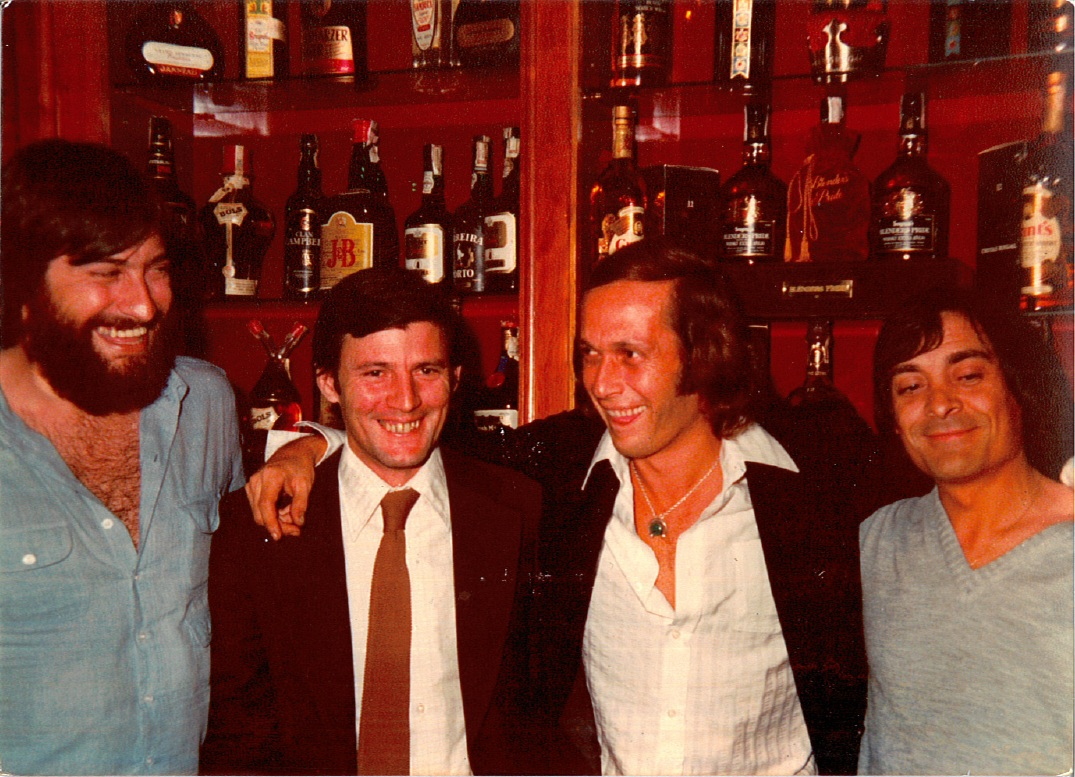
Paco de Lucía en Buenos Aires (Argentina) a finales de 1970.

Su disco Fuente y caudal de 1973, en el que se encontraba la rumba «Entre dos aguas», alcanzó en pocos meses el número uno en ventas en España y propició el acercamiento del guitarrista al gran público y el reconocimiento mundial. Fruto de ello fue su actuación de 1975 en el teatro Real de Madrid, y, sobre todo, los nuevos trabajos en el mundo del jazz con actuaciones junto a Carlos Santana y a Al Di Meola, en 1977, y en las giras europeas y japonesas de este último, John McLaughlin y Chick Corea, a partir de 1980. Estas actuaciones con artistas internacionales se complementaban con las que realizaba con su sexteto, más flamenco, formado por sus hermanos Pepe y Ramón, Jorge Pardo, Carles Benavent, Rubem Dantas y Manolo Soler.
Abierto a nuevas músicas, fue abandonando el flamenco más académico con sus posteriores discos, Sólo quiero caminar (1981), en menor medida Siroco (1987) y principalmente con Zyryab (1990), disco en el que mejor se aprecia la fusión flamenco-jazz con el uso de teclados o pianos junto a los tradicionales instrumentos y la participación de artistas como Chick Corea o Manolo Sanlúcar. En los años siguientes grabó varios discos en directo, entre ellos dos discos de flamenco-jazz, hasta que en 1998 publicó Luzía, homenaje a su madre que había fallecido un año antes y a Camarón de la Isla, y Cositas buenas (2004), que muestran ya la madurez del artista.
Se interesó, asimismo, por la música clásica para guitarra. Fruto de esta inquietud fue su grabación del Concierto de Aranjuez de Joaquín Rodrigo, en 1991. Para ello contó con la colaboración del guitarrista José María Gallardo del Rey, que lo asesoró en los aspectos técnicos y artísticos diferenciales de este tipo de piezas.

## Influencias y características de su interpretación

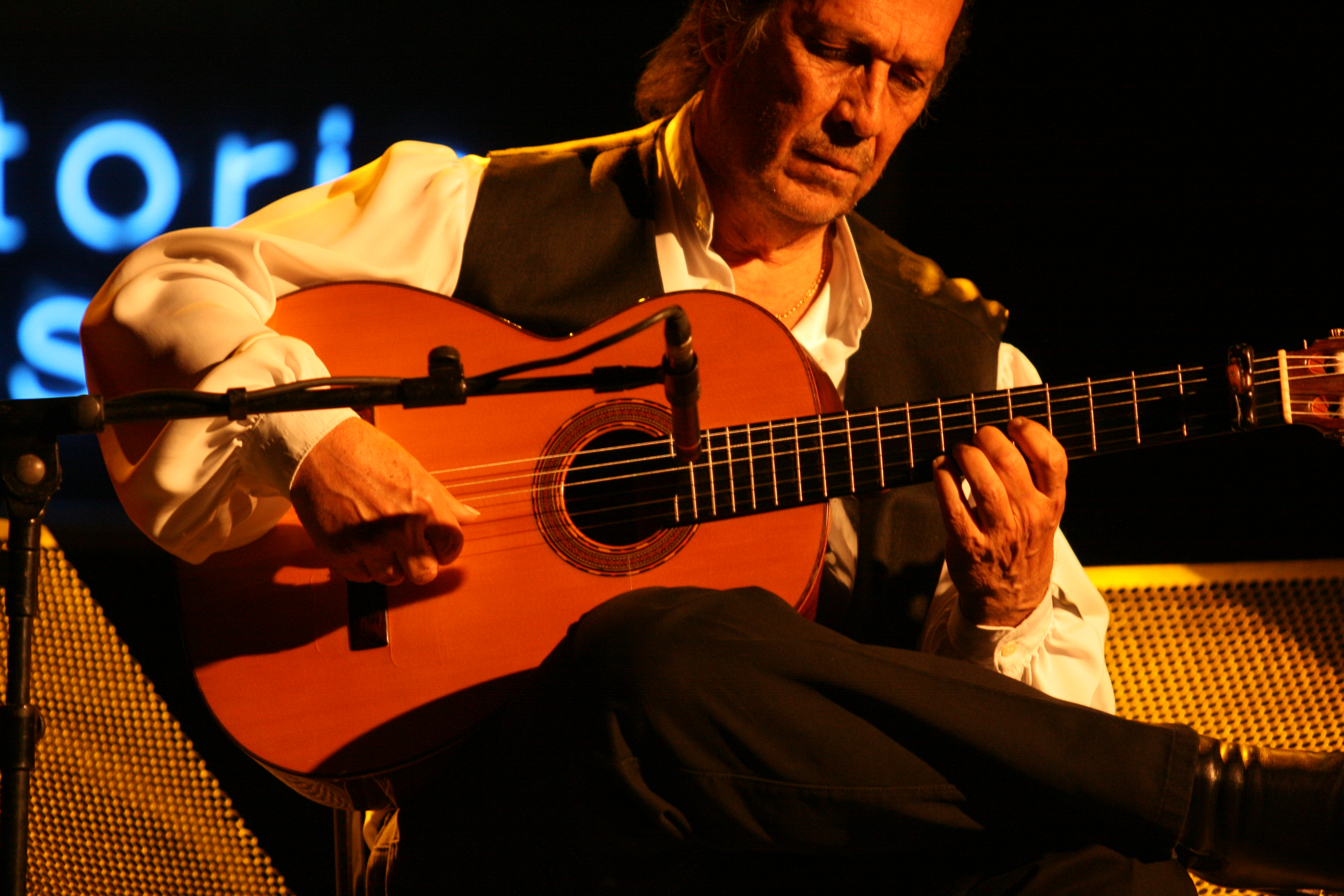
Paco de Lucía en el Vito Jazz Festival en julio de 2010

Paco de Lucía recibió la influencia de dos escuelas, la del Niño Ricardo (1904-1972), considerado como una de las figuras más destacadas de la guitarra flamenca y su precursor más directo; y la de Sabicas (1912-1990), a quien se considera como el máximo influyente en el desarrollo y perfeccionamiento de la guitarra flamenca como instrumento de concierto (antes, la guitarra era un instrumento de acompañamiento al cantaor).
La contribución de Sabicas en el flamenco es doble, por un lado amplía la técnica de la guitarra flamenca (inventó, por ejemplo, la alzapúa en una cuerda y el rasgueo de tres dedos), y por otro destaca como un compositor de categoría, ya que sus obras se caracterizan no por unir falsetas ―frases líricas que toca el guitarrista cuando el cantaor deja de cantar―, sino por crear una estructura melódica, rítmica y armónica perfectamente coherente de principio a fin, como en cualquier obra clásica, cosa que en el flamenco nunca se había hecho, a excepción de algunas figuras coetáneas ―por ejemplo, Esteban de Sanlúcar (1910-1989), en creaciones como Mantilla de feria o Panaderos flamencos―. Pocas cosas cabe objetar al toque de Sabicas, que gozaba de una extraordinaria técnica con una amplia sonoridad ―muchas veces tocaba en los escenarios sin micrófono― debida a su fuerte pulsación y a la enorme calidad de sus composiciones.

Yo no necesito nada, estaría todo el día echado. Soy el más indolente del mundo. Lo que pasa es que entro en la rutina y tengo compromisos, hago giras, más que ir yo, me llevan.
Paco de Lucía, en 2011.

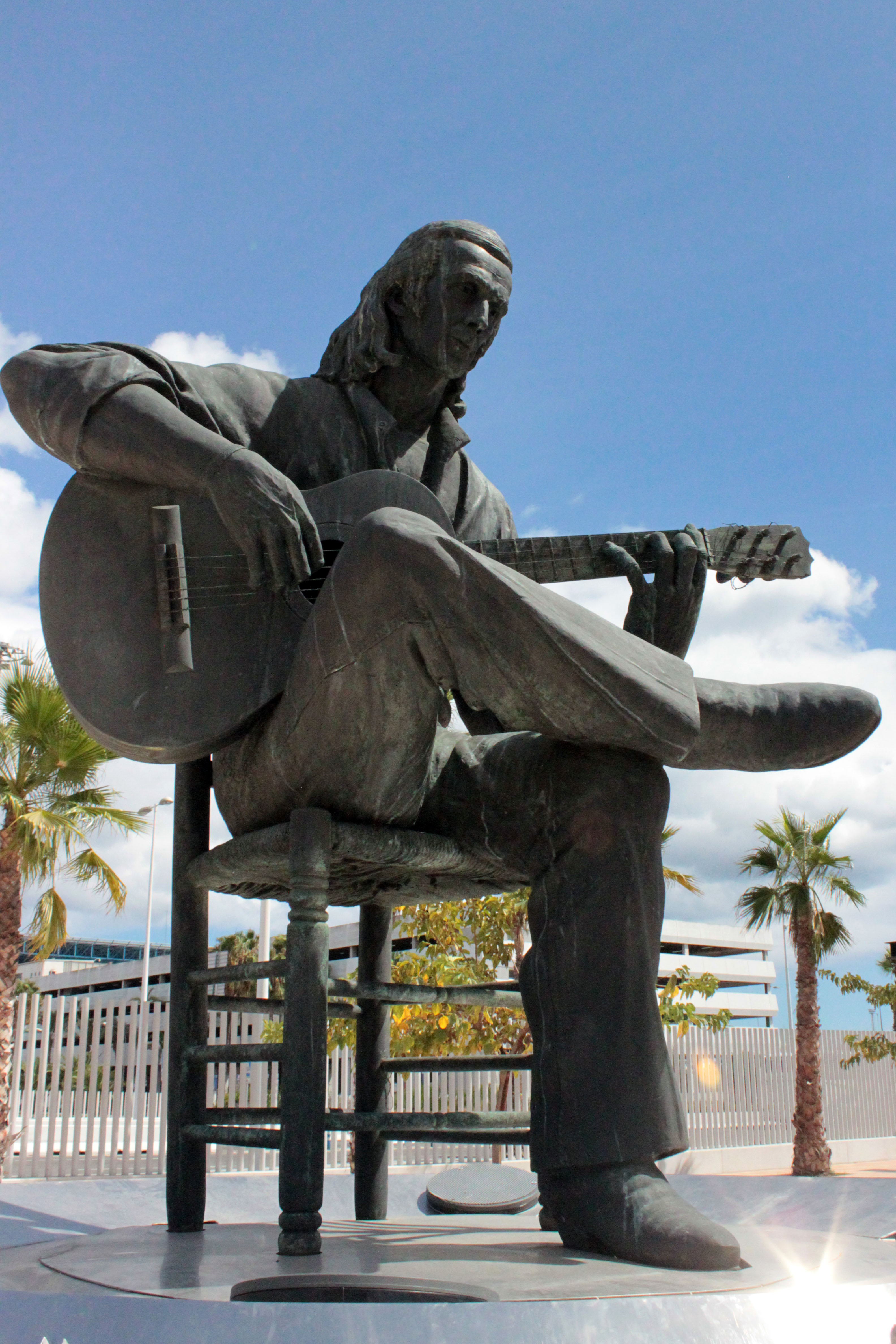
Escultura de Paco de Lucía, obra de Nacho Falgueras de 1994, en su localidad natal.

La mayor contribución de Paco de Lucía al flamenco es la de haber conseguido popularizarlo e internacionalizarlo, lo que le valió algunas críticas de los puristas. Está considerado como un espléndido intérprete por su virtuosismo y su personalísimo estilo, que se puede definir como vigoroso y rítmico. Este se manifiesta en la calidad de numerosas obras del artista.[cita requerida] Entre ellas, Entre dos aguas (rumba), La Barrosa (alegrías), Barrio la Viña, Homenaje al Niño Ricardo (soleá), Almoraima (bulerías), Guajiras de Lucía y Río Ancho (rumba).[cita requerida]
Es importante además el esfuerzo que ha realizado este artista por dar a conocer el flamenco al público de fuera de España y el haberse atrevido a "darle otro aire" mezclándolo con otros estilos, que, aunque de estructuras melódicas y rítmicas diferentes, pueden congeniar bien con él. Paco de Lucía ha abierto el camino para este tipo de experimentaciones y fusiones del flamenco con diversas músicas.[cita requerida]
Otro de sus aportes al arte flamenco contemporáneo ha sido la inclusión del cajón. Este instrumento de la música afroperuana fue conocido por él en Perú a fines de los años setenta, de manos de Carlos Caitro Soto de la Colina, cajonero y compositor peruano. Paco de Lucía intuyó y entendió, al conocer este instrumento peruano, que podía ser una solución a la permanente necesidad de percusión que requiere el flamenco, y lo añadió, en complicidad con Rubem Dantas, a los elementos percusivos utilizados en su sexteto de entonces, convirtiéndose el cajón desde ese momento y con el paso del tiempo en un instrumento imprescindible del arte flamenco contemporáneo y, luego, de otras corrientes musicales internacionales. Como lo ha dicho él mismo a Enrique Planas, del periódico peruano "El Comercio", el 6 de octubre del 2013, antes de su regreso a ese país, tras dieciséis años de ausencia:
Enrique Planas: - ¿Qué recuerda del viaje al Perú cuando descubrió el cajón?
Paco de Lucía: - Eso fue decisivo. No sólo para mí, sino para la música en general. Siempre lo llamo "el cajón peruano". Hay mucha gente que no sabe de dónde es el cajón, y yo siempre lo estoy reivindicando. Siempre hablo de Caitro Soto, que fue quien me lo vendió. Lo vi por primera vez en una fiesta en la embajada de España en Lima, donde estaba con Chabuca Granda. Y tocó el cajón. Allí me dije: "Este es el instrumento que necesita el flamenco". Hasta entonces, usábamos los bongós y las congas, pero aquello era más caribeño, no sonaba a flamenco. Advertí que el cajón tenía el sonido grave de la planta del pie de un bailaor y también el agudo de su tacón. [...]

Era perfecto. Sé que hay mucha gente en el Perú que dice que los flamencos nos hemos robado el cajón, pero no es así. Yo siempre, a mucha honra, hablo del cajón del Perú. Estaré siempre agradecido por aquel viaje y aquella noche puntual en la que pude descubrir ese instrumento que ya no solo tocan los flamencos. Ahora cualquier grupo de rock, pop o de la música que sea tiene un cajonero.

### Guitarras
Aunque por sus manos pasaron una gran cantidad de marcas y tipos diferentes de guitarra, las que más solía usar en sus actuaciones eran las de Conde Hermanos, de la calle Gravina 7, construidas por Mariano y Faustino Conde en las décadas de 1960,1970 y 1980.

### Vida privada
Paco era un gran aficionado al fútbol, reconociendo ser seguidor del Real Madrid. En edad temprana jugó en el Atlético Los Barrios, para más tarde exigir a la dirección de sus tours la organización de partidos entre su grupo y otros aficionados
Tuvo una breve aparición en la película rodada en Almería en 1971, Hannie Caulder, western protagonizado por Raquel Welch y dirigido por Burt Kennedy, dando vida a un guitarrista mexicano en la playa.

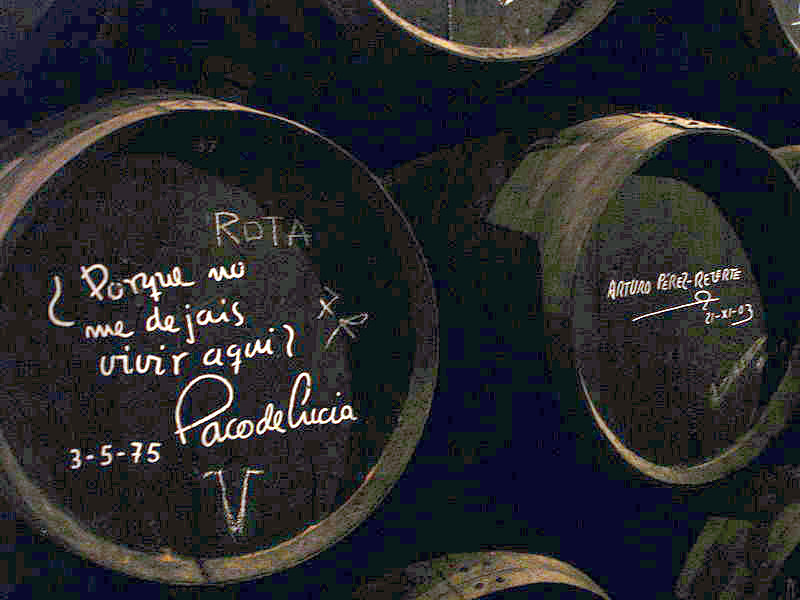
Cuba de vino firmada por Paco

Contrajo matrimonio con Casilda Varela Ampuero, hija del militar y ministro del Ejército José Enrique Varela, I marqúes de Varela de San Fernando, en enero de 1977, en Ámsterdam, ciudad a la que tuvieron que viajar dada la oposición a la boda de la familia de la novia. El matrimonio tuvo tres hijos: Casilda (1978), Lucía (1979) y Francisco (1983). La madre de Casilda Varela, Casilda Ampuero, pertenecía a la oligarquía residente en el barrio Neguri, y era procedente de Durango, donde su familia tenía la propiedad de "Etxezuri" ("casa blanca" en vasco), lugar en el que Paco de Lucía se retiraba para descansar y componer entre sus giras.
Después de veinte años, el matrimonio se separó. Posteriormente, De Lucía conoció en Cancún a la que luego fue su segunda esposa, la restauradora mexicana Gabriela Canseco Vallejo, hija del egiptólogo Jorge Canseco y la directora del Museo Nacional de las Culturas, María Engracia Vallejo. Poco tiempo después se casaron por lo civil de forma discreta. Con ella tuvo dos hijos, Antonia (2001) y Diego (2007).
Paco vivió sus últimos meses en Playa del Carmen, una pequeña ciudad caribeña localizada en el estado de Quintana Roo, México, a unos kilómetros de Cancún. En una entrevista para Magazine del diario El Mundo aseguró que «Allí es donde de verdad disfruto, en Playa del Carmen, con su mar tranquilito. Voy, me alquilo una casa y me dedico a la pesca submarina. Y luego me cocino lo que he pescado y ya está. No quiero más que eso. Ahora pienso mucho en el tiempo, que ya no tengo tanto. Por primera vez creo que tengo que darme prisa y quedarme más tiempo en casa y dedicarme a componer, que es en definitiva lo que va a quedar. Los conciertos se los lleva el aire».

## Fallecimiento
Falleció a consecuencia de un infarto cardíaco, el martes 25 de febrero de 2014, en Playa del Carmen. Según diversas fuentes, jugaba en la playa con sus hijos cuando empezó a sentirse mal. El artista murió en el área de urgencias del hospital Hospiten, al que llegó con un fuerte dolor en el tórax. Había dejado de fumar dos semanas antes de su deceso.
Tras conocerse la noticia se sucedieron los mensajes de pésame a la familia y de alabanza al guitarrista. También se le rindió homenaje en el LV Festival Internacional de la canción de Viña del Mar 2014, con un poema leído por Rafael Araneda, a través de una carta enviada por la familia del músico.

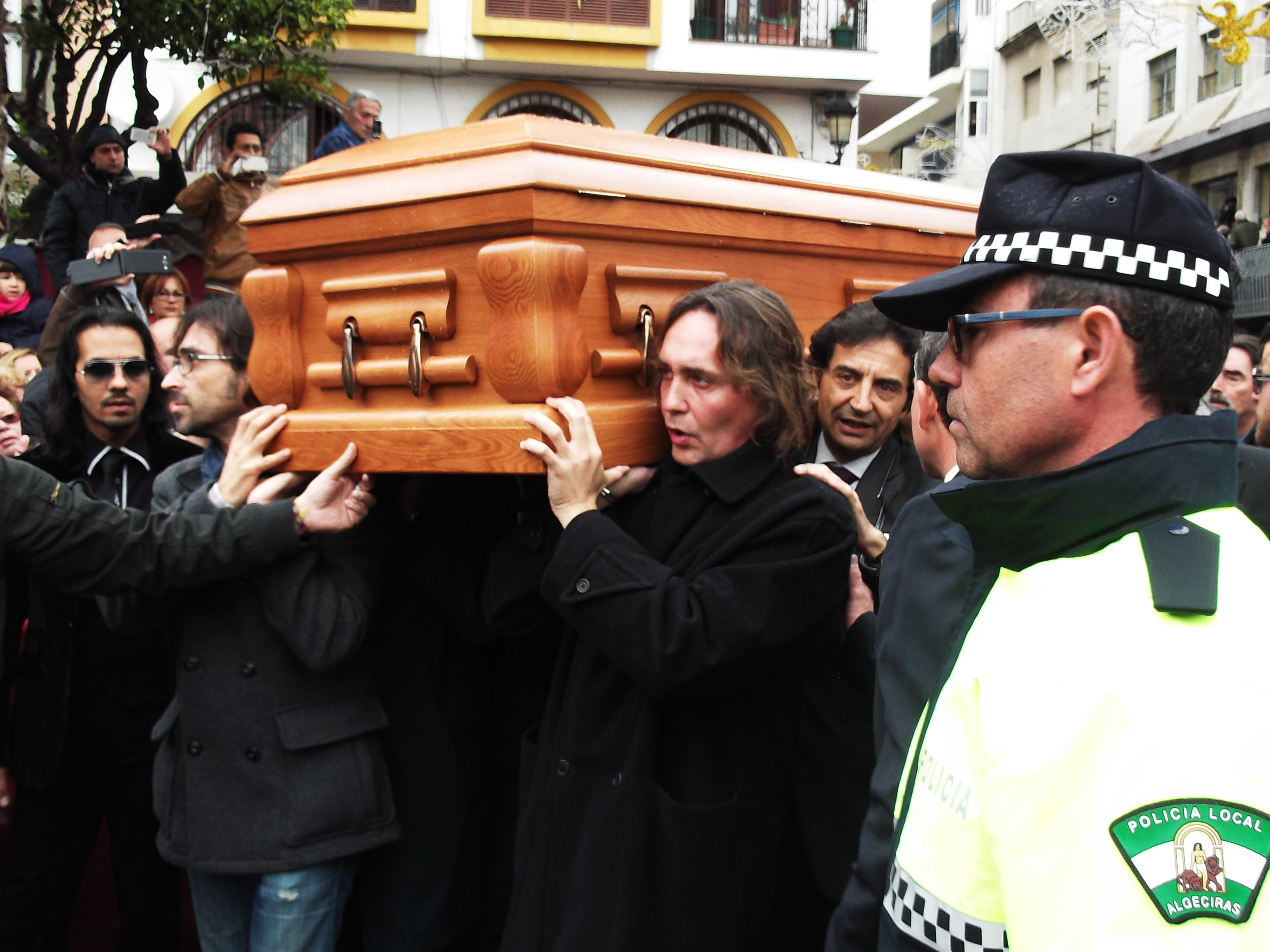
Familiares y amigos de Paco de Lucía portan su ataúd camino a la misa funeral por el guitarrista en la iglesia de Nuestra Señora de la Palma de Algeciras

Su cuerpo fue trasladado desde Cancún hasta Madrid el día 28 de febrero, haciendo escala en Newark, en un vuelo comercial. Ya en la capital de España se ubicó la capilla ardiente en el Auditorio Nacional de Música, a pesar de que en un primer momento se había anunciado que iba a ser en el teatro Real. Durante las cinco horas que duró el velatorio, numerosas personalidades acudieron a presentar sus condolencias a la familia, entre ellos el entonces príncipe de Asturias, Felipe de Borbón, José Mercé, Vicente Amigo, Joaquín Cortés, Rosario Flores, Alejandro Sanz y Tomatito.
A última hora de la tarde su cuerpo fue trasladado en coche a Algeciras, donde llegó poco antes de la una de la madrugada del día siguiente, sábado 1 de marzo. En la ciudad, que había decretado tres días de luto, la capilla ardiente se situó en el salón de plenos de la Casa Consistorial y fue velado durante toda la noche hasta su traslado a la iglesia de Nuestra Señora de la Palma, a mediodía. Tras una misa, el cortejo se trasladó al cementerio Viejo, donde en un acto íntimo al que únicamente acudieron la familia y las personas más cercanas, muchos de ellos representantes del mundo flamenco como Pansequito, Paco Cepero, Cristina Hoyos, Capullo de Jerez o Raimundo Amador, se le dio sepultura en el patio de San José, en el que también reposan sus padres. Pocos meses después, se levantaba un mausoleo en su honor en el lugar,además de inaugurarse en su nombre la estación de Paco de Lucía, en la línea 9 del metro de Madrid.

## Centro de interpretación
En 2018 se propone crear un centro de interpretación dedicado al artista, en su Algeciras natal.

## Discografía
La discografía oficial de Paco de Lucía incluye 38 álbumes:
- 1963: Los Chiquitos de Algeciras, con Pepe de Lucía.
- 1964: Dos guitarras flamencas en stereo, con Ricardo Modrego.
- 1965: 12 éxitos para dos guitarras flamencas, con Ricardo Modrego.
- 1965: Canciones de García Lorca para guitarra, con Ricardo Modrego.
- 1967: Canciones andaluzas para dos guitarras, con Ramón de Algeciras.
- 1967: Dos guitarras flamencas en América Latina, con Ramón de Algeciras.
- 1967: La fabulosa guitarra de Paco de Lucía.
- 1969: 12 hits para 2 guitarras flamencas, con Ramón de Algeciras.
- 1969: Fantasía flamenca de Paco de Lucìa.
- 1969: Hispanoamérica, con Ramón de Algeciras.
- 1969: Paco de Lucía / Ramon de Algeciras en Hispanoamérica.
- 1971: El mundo del flamenco, con Pepe de Lucía y Ramón de Algeciras.
- 1971: Recital de guitarra, con Ramón de Algeciras, Enrique Jiménez de Melchor, Paco Cepero, Isidro Sanlúcar Muñoz y Julio Vallejo.
- 1972: El duende flamenco, con Ramón de Algeciras.
- 1973: Fuente y caudal.
- 1975: Paco de Lucía en vivo desde el teatro Real, grabación del 18 de febrero de 1975.
- 1976: Almoraima.
- 1978: Paco De Lucía intrerpreta a Manuel de Falla.
- 1980: Yo solo quiero caminar.
- 1984: One Summer Night.
- 1987: Siroco, con Ramón de Algeciras, Pepe de Lucía, Rubem Dantas, José María Bandera y Juan Ramírez.
- 1990: Zyryab, con Chick Corea, Manolo Sanlúcar, Carles Benavent, Jorge Pardo, Rubem Dantas, Ramón de Algeciras y Pepe de Lucía.
- 1991: Concierto de Aranjuez, con la Orquesta de Cadaqués.
- 1993: Live In America, como Paco de Lucía Sextet.
- 1996: Paco de Lucía, John McLaughlin, Al Di Meola.
- 1996: Antología, álbum recopilatorio, 2 discos.
- 1998: Luzia, con Pepe de Lucía y Ramón de Algeciras, entre otros.
- 2003: Paco de Lucía integral, álbum recopilatorio.
- 2003: Por descubrir.
- 2004: Cositas buenas, con Alejandro Sanz, Diego el Cigala, Tomatito, Juan D'Angellyca, Jerry González y Alain Pérez entre otros.
- 2004: Nueva antología, edición conmemorativa.
- 2005: Gold, álbum recopilatorio.
- 2011: Paco de Lucía, en vivo, conciertos España 2010.
- 2014: La búsqueda. (remasterizado, film de Curro Sánchez, hijo de Paco)
- 2014: Canción Andaluza.
- 2024: Pepito y Paquito. Álbum póstumo con grabaciones realizadas entre 1959 y 1960.[6]

### Algunos discos en colaboración de otros artistas

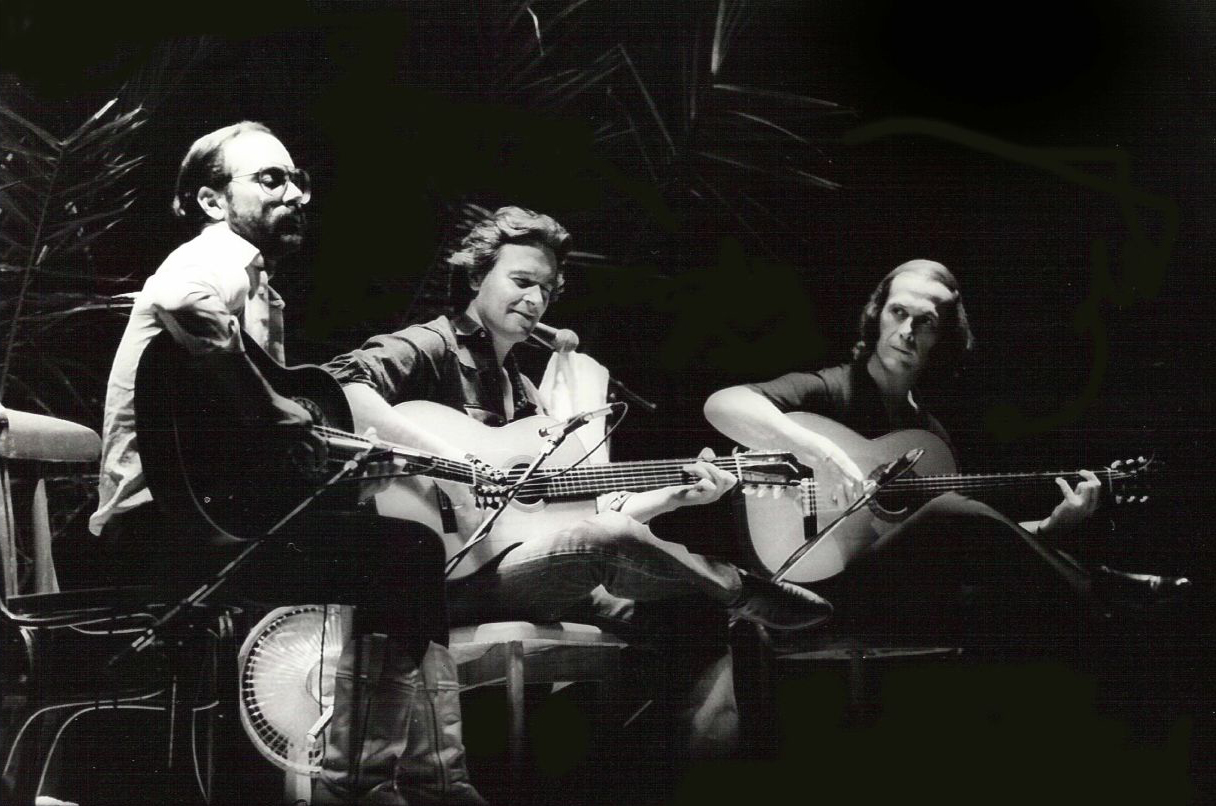
Paco de Lucía junto a los también guitarristas Al Di Meola y John McLaughlin en Barcelona en los años 1980

- 1967: Pedro Iturralde Quintet: Flamenco-Jazz.
- 1969: Camarón de la Isla: Al verte las flores lloran.
- 1970: Camarón de la Isla: Cada vez que nos miramos.
- 1971: Camarón de la Isla: Son tus ojos dos estrellas.
- 1972: Camarón de la Isla: Canastera.
- 1973: Camarón de la Isla: Caminito de Totana.
- 1974: Camarón de la Isla: Soy caminante.
- 1975: Camarón de la Isla: Arte y majestad.
- 1976: Camarón de la Isla: Rosa María.
- 1977: Camarón de la Isla: Castillo de arena.
- 1977: Al Di Meola: Elegant Gypsy.
- 1978: Dolores: Asa Nisi Masa, tema «¿Por donde caminas?».
- 1981: John McLaughlin: Belo Horizonte.
- 1981. Camarón de la Isla: Como el agua.
- 1982: Al Di Meola: Electric Rendezvous
- 1982: Chick Corea: Touchstone.
- 1983: Jorge Pardo: El canto de los guerreros, tema «Al doblar la esquina».
- 1983: Camarón de la Isla: Calle Real.
- 1984: Camarón de la Isla: Viviré.
- 1986: Luis Eduardo Aute: 20 canciones de amor y..., tema «Epílogo: un poema desesperado».
- 1987: George Dalaras: Live recordings.
- 1989: Djavan: Océano..
- 1989: Joan Manuel Serrat: Material Sensible, lo acompaña en la canción «Salam Rashid».
- 1990: Claudio Baglioni: Oltre, toca la melodía de «Domani Mai».
- 1990: Dyango: Corazón de Bolero, tema «Europa» de Santana.
- 1992: Raphael Rabello: Todos os Tons, tema «Samba do Aviao» de Antonio Carlos Jobim.
- 1992: Camarón de la Isla: Potro de rabia y miel.
- 1992: Joan Manuel Serrat: Utopia, lo acompaña en la canción de «Utopia».
- 1993: Alejandro Sanz: Si tú me miras, temas: "Mi primera canción" y "El escaparate"
- 1995: Carles Benavent: Agüita que corre.
- 1995: Vicente Amigo: Vivencias imaginadas, tema «Querido Metheny».
- 1995: John McLaughlin: The Promise, tema «El ciego», John, Paco, Al.
- 1996: Pepe de Lucía: El orgullo de mi padre.
- 1996: Bryan Adams: 18 til I Die, toca la melodía de «Have You Ever Really Loved a Woman?».
- 1999: Enrique de Melchor: Arco de las rosas.
- 2000: Cañizares: Punto de Encuentro.
- 2000: Duquende: Samaruco.
- 2000: Pepe de Lucía: Cada día.
- 2003: Alejandro Sanz:No es lo mismo, toca el solo de "Regalame la silla donde te espere".
- 2004: Malú: Por una vez, tema Te amo por eso.
- 2005: Camarón (película); BSO junto a Camarón de la Isla.
- 2006: Camarón de la Isla: Camarón en la Venta de Vargas.
- 2007: Tomeu Penya: Paraules que s'endú es vent, toca la melodía de la canción homónima «Paraules que s'endú es vent»
- 2012: Miguel Poveda: ArteSano.
- 2013: Fosforito: Cante y guitarra.

### Bandas sonoras
Paco aporta nueva música o suenan temas suyos anteriores.
- 1976: La nueva Costa del Sol, (dir: G.Sebastián de Erice).
- 1979: La Sabina, (dir: J. Luis Borau).
- 1983: Carmen, (dir: C. Saura).
- 1984: La venganza, (dir: Stephen Frears) 20 temas de Paco.
- 1989: Montoyas y Tarantos, (dir: V. Escrivá).
- 1989: Sangre y arena, (dir: J. Elorrieta).
- 1991: Sevillanas, (dir: C. Saura).
- 1995: Don Juan de Marco, (J. Leven). Colaboración con B. Adams.
- 1995: Flamenco, (dir: C. Saura).
- 2004: Life Aquatic, (dir: W. Anderson).
- 2005: Camarón, (dir: J. Chávarri).
- 2008: Sólo quiero caminar, (A. DÍaz Yanes).
- 2008: Vicky Cristina Barcelona, (W. Allen).
- 2010: Flamenco, Flamenco, (dir: C. Saura).

## Libros musicales (transcripciones)

### Colección oficial
- Libro I: La fabulosa guitarra de Paco de Lucía (Lucía Gestión).
- Libro II: Fantasía flamenca de Paco de Lucía (Lucía Gestión).
- Libro III: Fuente y caudal (Lucía Gestión).
- Libro IV: Almoraima (Lucía Gestión)
- Libro V: Siroco  David Leiva
- Libro VI: Zyryab  David Leiva
- Libro VII: Luzia  David Leiva
- Libro VIII: Duende Flamenco  David Leiva
- Libro IX: Solo quiero caminar  David Leiva
- Libro X: Cositas buenas  David Leiva
- Antología de falsetas de Paco de Lucía, Bulerías 1.ª época  David Leiva
- Antología de falsetas de Paco de Lucía, Tangos 1.ª época  David Leiva
- Antología de falsetas de Paco de Lucía, Tientos 1.ª época  David Leiva

### Otras transcripciones
- La fabulosa guitarra de Paco De Lucía (Gendai Guitar).
- Friday night in San Francisco (Hal Leonard).
- La guitarra de Paco de Lucía (Seemsa).
- Entre dos aguas (Seemsa).
- Worms Claude: Paco de Lucía tocando a Camarón. Etude de style (Play Music Publishing).
- David Leiva: Paco de Lucía guitar tab anthology (Carisch).

### Colecciones de otros compositores
Leonard

## Documentales
El 24 de octubre de 2014 se estrenó un documentalpost mortemsobre su vida, titulado Paco de Lucía: La búsqueda. En 2015 fue nominado a tres premios Goya al mejor documental, ganando uno de ellos.

## Distinciones honoríficas
- Hijo predilecto de la provincia de Cádiz (1997)[56]